# Sully (Calvados)
Sully – miejscowość i gmina we Francji, w regionie Normandia, w departamencie Calvados.
Według danych na rok 1990 gminę zamieszkiwały 134 osoby, a gęstość zaludnienia wynosiła 33 osoby/km² (wśród 1815 gmin Dolnej Normandii Sully plasuje się na 752. miejscu pod względem liczby ludności, natomiast pod względem powierzchni na miejscu 962.).